# Feedback tubuloglomerulare

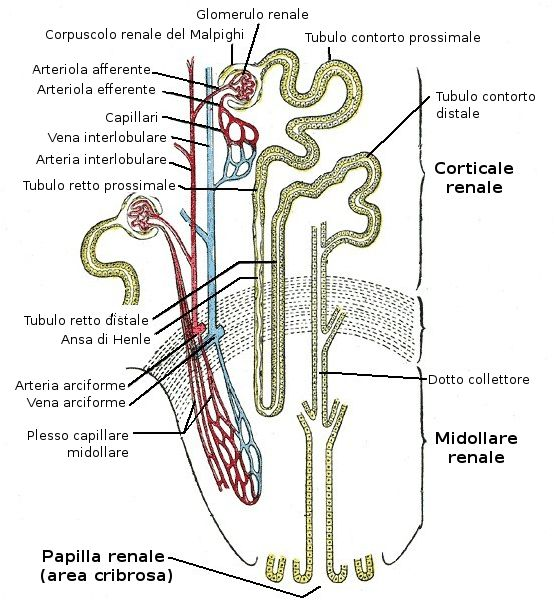
Schema del nefrone.

Il feedback tubuloglomerulare (o tubulo-glomerulare) è un meccanismo di autoregolazione del Flusso Ematico Renale e della velocità di filtrazione glomerulare (VFG) dipendente dal flusso, da non confondere con l'equilibrio o bilancio glomerulo-tubulare. Si attua tramite variazioni del calibro dell'arteriola afferente date dai sistemi renina-angiotensina e della macula densa.

## Prime teorie
In passato si ipotizzava che questo meccanismo fosse innescato da altre sostanze che mediano le modificazioni della resistenza nelle arteriole renali, quali l'adenosina, che a livello delle arterie renali agisce come vasocostrittore, l'ATP (adenosina trifosfato), che costringe selettivamente l'arteriola afferente, e l'ossido nitrico, un vasodilatatore prodotto dalla stessa macula densa.

## Panoramica
La normale funzione renale richiede che il flusso attraverso il nefrone venga mantenuto entro un intervallo ristretto. Quando la velocità di filtrazione glomerulare (VFG) risulta al di fuori di questo intervallo, la capacità del nefrone di mantenere i soluti e il bilancio idrico viene compromessa. Inoltre, le variazioni di VFG possono derivare da variazioni del flusso plasmatico renale (FPR), che a sua volta deve essere mantenuto entro i limiti ristretti. Un'elevata VFG può danneggiare il glomerulo, mentre una ridotta FPR può privare il rene di ossigeno. Il feedback tubuloglomerulare fornisce un meccanismo attraverso il quale i cambiamenti del VFG possono essere rilevati e rapidamente corretti, sia minuto per minuto così come per periodi prolungati.
Il regolamento della VFG richiede che vi sia un meccanismo di rilevamento appropriato, nonché uno effettore in grado di correggere. La macula densa serve come rilevatore, mentre il glomerulo funge da effettore. Quando la macula densa rileva un VFG elevata, rilascia diverse molecole che portano il glomerulo a ridurre rapidamente il suo tasso di filtrazione. (Tecnicamente, la macula densa rileva un VFGSN, velocità filtrazione glomerulare singolo nefrone, ma qui viene utilizzato VFG per semplicità).

## Meccanismo
La macula densa è un denso insieme di cellule epiteliali che, grazie alla loro localizzazione, sono in grado di modificare rapidamente la resistenza glomerulare in risposta ai cambiamenti della portata attraverso il nefrone distale.
La macula densa utilizza la composizione del fluido tubolare come indicatore della GFR (Glomerular Filtration Rate, velocità di filtrazione glomerulare). Una grande concentrazione di cloruro di sodio è indicativo di una GFR elevata, mentre una bassa concentrazione di cloruro di sodio indica un GFR diminuita. Il cloruro di sodio viene rilevato dalla macula densa da un apicale cotrasportatore Na-K-Cl. Il rilevamento dei livelli elevati di cloruro di sodio stimola il rilascio di molecole di segnalazione dalla macula densa, portando a un calo della GFR. Questo calo è pensato per essere mediato in gran parte da vasocostrizione dell'arteriola afferente.
Il rilevamento da parte della macula densa di elevata concentrazione di cloruro di sodio porta ad una diminuzione della GFR e si basa sul concetto di segnalazione purinergica. L'ATP può essere rilasciato dalle cellule attraverso canali pannexina. L'ATP extracellulare viene convertito in adenosina, che si lega ai recettori per l'adenosina sulle cellule del mesangio extraglomerulare, innescando un aumento dei livelli intracellulari di calcio. Questo segnale del calcio è poi propagato mediante una giunzione comunicante alle cellule adiacenti, comprese le cellule dell'apparato iuxtaglomerulare e le cellule muscolari vascolari lisce della afferente, con una conseguente vasocostrizione della arteriola afferente e una diminuzione nel rilascio della renina. Entrambe queste modifiche tendono a diminuire la GFR.

## Modulazione
Vi sono diversi fattori che possono modulare la sensibilità del feedback tubuloglomerulare. Una diminuita sensibilità comporta una maggiore perfusione tubolare, mentre un aumento della sensibilità in una bassa perfusione tubolare.
I fattori che diminuiscono la sensibilità del feedback tubuloglomerulare includono:
- Peptide natriuretico atriale
- Monossido di azoto
- Adenosina monofosfato ciclico
- Prostacicline
- Dieta ricca di proteine

I fattori che aumentano la sensibilità del feedback tubuloglomerulare includono:
- Adenosina
- Trombossani
- 5-HETE
- Angiotensina II
- Prostaglandina E2